# Centaurea magocsyana
Centaurea magocsyana — вид квіткових рослин айстрових (Asteraceae). Ендемік Румунії.